# Mustapha Khalif
Mustapha Khalif (Casablanca, 10 ottobre 1964) è un ex calciatore marocchino, di ruolo centrocampista.

## Carriera

### Club
Ha giocato nel campionato marocchino e emiratino.

### Nazionale
Tra il 1993 e il 1998 è sceso in campo 17 volte con la maglia della Nazionale.